# TurnOn
TurnOn (рус. включить) — игра в жанре платформер, разработанная российской компанией Brainy Studio. 1 демо-эпизод вышел на Windows Phone, полная версия выйдет 1 июня в 2016 году на Xbox One (впервые для российских проектов в рамках программы ID@Xbox) и в Steam. Главный герой игры — ожившая электрическая искорка по имени Тёрнон, который должен вернуть электричество во внезапно обесточенный город. Игра отличается особым визуальным стилем и графикой, а также оригинальной историей. TurnOn стала вторым большим проектом Brainy Studio после WitchCraft, создавалась на движке Unity3D.
В 2014 году прототип игры был признан победителем в категории «Игры» на крупнейших в мире технологических соревнованиях Imagine Cup 2014, проводимых под эгидой Microsoft, а также стал участником крупнейшей в мире программы поддержки разработчиков мобильных приложений и игр AppCampus.
В начале 2015 года вышел 1 эпизод игры эксклюзивно на Windows Phone, позже запущена кампания на Steam Greenlight. 17 апреля 2015 игра получила «зеленый свет».

## Геймплей
В центре сюжета игры маленькая искорка по имени Тёрнон, инородное космическое тело, которое, пролетев слои атмосферы, случайно попадает в городскую электростанцию, где под сильным разрядом электрического тока оживает и превращается в разумное существо. В результате аварии город остаётся без электричества, и теперь Тёрнон, похожий на шаровую молнию с милым выражением лица, должен вернуть свет в дома горожан.
Тёрнон путешествует по пригородным районам, веселится на школьной вечеринке и чинит проводку в частном коттедже, посещает электростанцию и восстанавливает работу обсерватории, а также сражается с неожиданными врагами.
Профессор Брэйн, учёный, работающий на электростанции, находит Тёрнона в момент аварии и решает помочь ему. На микроавтобусе, оборудованном электрическим генератором, они перемещаются из района в район и восстанавливают электроснабжение города.
TurnOn состоит из 5 эпизодов, в которых нужно исследовать город и зажигать свет везде, где это возможно или запланировано по сюжету. Есть два типа уровней:
- Исследовательские уровни, в которых нужно восстановить работу электростанции и освещение в пригороде, помочь маленькой девочке добраться до дома, починить проводку в загородном доме, устроить вечеринку в школе, а затем отправиться в обсерваторию и запустить исследовательский дрон. Каждая глава содержит большое количество ситуаций без электричества, которые должны быть найдены и разрешены.
- Музыкальные уровни, в которых можно забраться на высоковольтные провода и двигаясь в ритм музыке собирать положительные электрические заряды и избегать отрицательные.

## Отзывы
| Сводный рейтинг | Сводный рейтинг |
| Агрегатор       | Оценка          |
| --------------- | --------------- |
| GameRankings    | 68,17 %         |